# Seleuș, Arad
Seleuș (în maghiară: Csigérszőllős) este satul de reședință al comunei cu același nume din județul Arad, Crișana, România. Se află în partea de est a Câmpiei Crișului.
Alb, pe cursul râului Cigher. Este reședința comunei Seleuș.

## Localizarea
Seleuș este situat în centrul județului Arad, cu o altidunine cuprinsă între 110 și 112 m. 
Este amplasat pe o importantă rețea de comunicație rutieră (pe DJ 709 și DJ 792, la 41,6 km de mun. Arad, 5 km de Orașul Pâncota și 12 km de orașul Ineu, și este deservită de rețeaua feroviară (linia Arad – Brad).
Comunele învecinate sunt: la nord-est orașul Ineu, la est comuna Târnova, la sud orașul Pâncota, la vest Comuna Zărand, la nord Comuna Șicula, la sud-est orașul Sântana.

## Geografia
Localitatea este amplasată în câmpia Crișurilor, în depresiunea Zărandului.
La contactul câmpiei joase cu glacisul din estul localității Seleuș, apar o serie de zone mșăștinoase și lacuri mici. Tendinta generală a reliefului este de înălțare, ca urmare a proceselor de acumulare din văile râurilor care o străbat.
Această câmpie se află în faza de trecere de la stadiul de mlaștină la cel de câmpie aluvionară semidrenată. Rolul important al Crișului în acest proces este diminuat de lucrările de îndiguire.

## Relieful
Seleuș se află pe un relief ale cărui caracteristici morfografice sunt asemănătoare Câmpiei Banatului. Fiind situat la circa 110 m altitudine, este inclusă în Câmpia Crișului, care a luat naștere prin depunerea sedimentelor transportate de Râul "Crișul Alb" la marginea vechiului lac Panonic.

## Hidrologia
Apele subterane se întâlnesc la adâncimi de 0 – 5 m, în zona de câmpie.
Regimul de alimentare a apelor freatice este cu alimentare mixtă (pluvial și din văile ce coboară din dealuri). Oscilațiile de nivel ale apelor freatice sunt mici (sub 0,5m).
Calitatea apelor freatice este bună, ceea ce face posibilă utilizarea lor în alimentarea cu apă a gospodăriilor din Seleuș.
Principalele ape de suprafață sunt: Crișul Alb, Valea Cigherului cu afluentul Valea Mare, Valea Pâncotei, Valea Gut, canalul Matcași unele ape cu caracter predominant torențial.
Variația debitelor lunare multianuale ale precipitațiilor indică un nivel ridicat în lunile ianuarie și februarie (aprox. 25% din debitul anual total) cu păstrarea unor valori ridicate până în luna iunie; din luna iulie se observă o scădere a debitelor ce atinge un minim în luna septembrie; din luna noiembrie debitele încep din nou să crescă, cu o acccentuare în decembrie, ce va continua în lunile ianuarie și februarie.
Debitele precipitațiilor provin din zăpezi, ploi sau sunt mixte. Debitele maxime sunt date de precipitații de natura ploilor.

## Clima
Continental-moderată, cu slabe influențe mediteraneene. Altitudinea relativ mică, în medie de 110 m, se remarcă climatic în diferențe mai atenuate ale temperaturilor din succesiunea anotimpurilor, într-o distribuție anuală uniformă a elementelor dinamice și într-o repartiție omogenă a radiației solare. Vara, ca urmare a creșterii intensității radiației solare (peste 15 cal/cm2/lună) și a predominării timpului senin, temperatura aerului înregistrează valori ridicate – media lunară depășind 20oC.
-	Temperatura medie anuală: 12,39 o C;
-	Temperatura maximă absolută: 37,4 o C;
-	Temperatura minimă absolută : –16,5 o C;
-	Precipitații: 45,93 l/m2;
-	Vânt mediu: 2,575 l/m2;

## Religia
În Seleuș există trei culte religioase: ortodox, cu o mare pondere din populație , penticostal și baptist, fiecare cult având propria sa biserică.

## Istoric
- mileniul I - incursiunile popoarelor migratoare: goți, huni, gepizi, avari, slavi;
- sec VIII-IX, definitivarea procesului de etnogeneză a poporului român;
- 1028 - voievodatul lui Ahtum este cucerit de către armata cavalerilor unguri; populația românească se regrupează în voievodate și cnezate de mai mică întindere, păstrându-și identitatea politică și religioasă.
- sec. XIV – XV - prima atestare documentară a localităților Iermata (1387) și Seleuș (1489);
- 1508 – atestarea documentară a localității Moroda;
- 1527 – lupta dintre principele transilvaniei Ioan Zapolya și țăranii răsculați, conduși de Ioan Nenada;
- sec. XVII – XVIII – construirea podului turcesc peste Cigher (lungime 62 m, lățime 9 m, ănățșime 7 m);
- 1796 – 1811 – a trăit în comună Nicolae Horga Popovici, reprezentant al școlii Ardelene. Tipărește în 1807 la Buda lucrarea „Oglinda omului înțelept” iar în 1808 la Oradea una dintre primele poezii românești;
- 1804 – Ladislau Nagy de Peretseny ce funcționa ca notar în comună, publică în volumul său „Orodias” și fragmente încredințate din opera lui Gheorghe Șincai;
- 13 august 1849 – dezarmarea armatei revoluționare maghiare de către armata țarului rus, în locul numit „La moară”;
- 1863 – 1931 – funcționează ca învățător în comună Ion Vidu (1863-1931), muzicolog și colecționar al operelor folclorice românești;
- 1989 - Revoluția de eliberare de sub dictatura comunistă;
- 1992 – primele alegeri locale democratice.
Prima atestare documentară a  localității Seleuș datează din anul 1113. Satul Iermata este atestat documentar în anul 1387, iar satul Moroda în anul 1508.

## Economia
Legumicultura, cultura cerealelor, cultura plantelor tehnice precum și creșterea animalelor sunt principalele sectoare ale agriculturii răspunzătoare de susținerea economiei locale.

## Turism
Din punct de vedere turistic, Seleuș este cunoscut datorită amenajărilor piscicole realizate aici și nu în ultimul rând pentru podul turcesc, monument istoric și de arhitectură datat din secolele al XV-lea - al XVIIlea, construit peste râul Cigher.

### Patrimoniul arhitectural
În Seleuș există clădiri monumente de arhitectură, din care amintim biserica cu hramul „Adormirea Maicii Domnului”, ridicată în 1726, din lemn, sfințită în 1745 și reconstruită, din cărămidă, în anul 1870.
Aflată la întretăierea unor importante drumuri comerciale, localitatea se dezvoltă puternic în secolul XVIII.
În secolele XVIII - XIX se pun bazele actualelor canale și diguri, ca urmare a revărsărilor Cigherului. Aceste lucrări creează complexa rețea de canale legate de „Canalul Morilor” ce avea chiar această destinație, de antrenare a morilor situate pe cursul său.
După cel de -al Doilea Război Mondial Seleușul se dezvoltă ca localitate agricolă și prelucrătoare.

## Personalități locale
- Petru Broșteanu (1838 - 1920), publicist, membru corespondent al Academiei Române.
- Vasile Goldiș, membru al Comitetului Unirii de la Alba Iulia; tatăl său a fost preot în Comuna Seleuș, momentan este incert  locul nașterii acestei personalități